# 溜溜球型节食
溜溜球型节食（Yo-yo dieting ）或溜溜球效应，也被称为体重循环，指节食后变瘦，然后反弹，又开始节食变瘦，又反弹，对身体伤害大的减肥方式，容易造成女性不孕。“溜溜球节食”是凯利D.布劳内尔在耶鲁大学时创造的。其参照是一种周期性上下运动的一个溜溜球。在这个过程中，最初是减肥者在追求减肥上的成功，但成功无法长期保持，并开始重新获得重量，最后减肥者，失去的肥胖回来了。周期重新开始。
引起溜溜球节食的原因各有不同，但通常包括从低热量饮食着手，最初是很太极端的。起初，减肥者可能会有暂时的得意洋洋，一想到他们节食后的成功就充满骄傲。然而，随着时间的推移，通过这种极端的饮食限制，会造成抑郁症或疲劳等等影响，使这种饮食难以维持。最终，节食者回复到旧的饮食习惯，因为没有通过限制饮食减肥，所以现在又多了情绪的影响，导致许多人比节食前吃得更多，使他们迅速恢复体重。
这种饮食是极端的食物匮乏，而不是良好的饮食和运动技术。其结果，减肥者可能会遇到肌肉和身体脂肪的共同损失，带来初始的体重损失。周期性的节食后，减肥者可能体验到身体的饥饿反应，导致体重迅速增加，但只有脂肪。这是一个循环改变身体的脂肪对肌肉的比例（健康的一个重要的因素）。在对老鼠的一项研究中显示，溜溜球节食更有效地增加体重。
溜球节食可以有极端的情绪和身体的后果，因为有人有快速减肥的压力。失去体重的瞬间满足感，最后被旧的饮食习惯重新导致体重增加而增添情绪困扰。

## 相關相目
- 復胖男女